# 基希韋倫蘭韋爾河

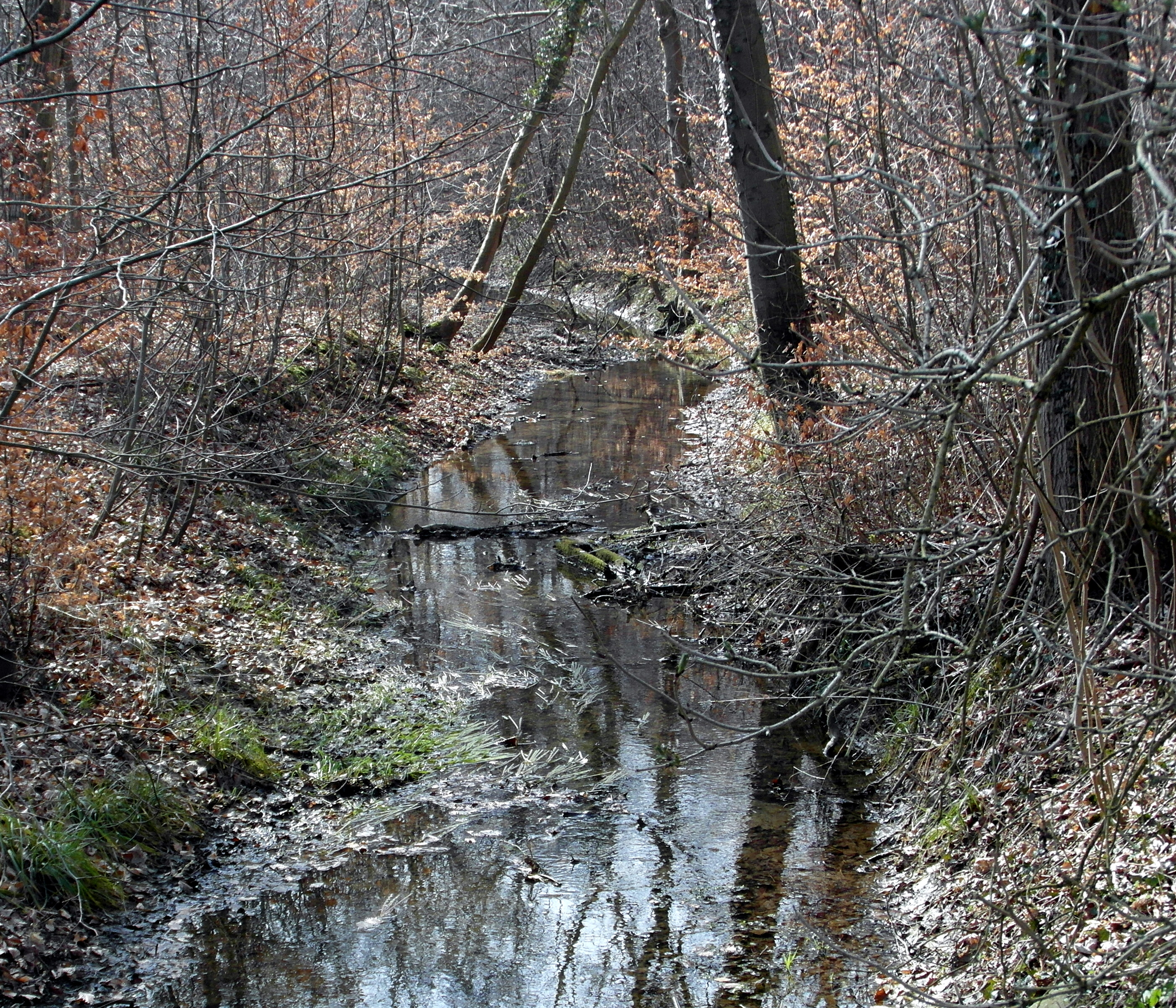
基希韋倫蘭韋爾河

52°21′32″N 9°32′27″E / 52.358863°N 9.540751°E
基希韋倫蘭韋爾河（德語：Kirchwehrener Landwehr），是德國的河流，位於該國西北部，由下薩克森州負責管轄，屬於默瑟克河的右支流，河道全長5.7公里，河口處在巴爾辛豪森東北面。